# Karl Franke
Karl Franke (1917-1996) est un sculpteur allemand contemporain.

## Biographie
Karl Franke naît à Metz en 1917, pendant la première annexion allemande de la Moselle. Il fait ses études à Emmerich, près d'Elten en Rhénanie-du-Nord-Westphalie. En 1937, Karl Franke commence des études artistiques à l'Académie des beaux-arts de Düsseldorf auprès du professeur Scharff, qu'il quitte un an plus tard pour des raisons politiques. Il suit ensuite les cours du professeur Enseling, avant d'être mobilisé en octobre 1939. Il reprend ses études en 1941, toujours avec le professeur Enseling. En 1948, Karl Franke travaille dans l'atelier d'Ewald Mataré auprès de qui il retrouve le goût pour un art figuratif, épuré et solide. En 1954, Karl Franke poursuit seul sa carrière de sculpteur. Après un passage à Strümp, il enseigne l'art au Max-Planck-Gymnasium de Düsseldorf. De 1962 à 1978, Franke enseigne à l'Adolfinum-Gymnasium de Moers. À partir de 1978, il se consacre de nouveau entièrement à son art, comme artiste indépendant. Karl Franke s'éteindra à Meerbusch en 1996.

## Œuvres
- Buffalo sur artnet (Bison)
- Ape (singe)